# JS Kabylie
Jeunesse Sportive de Kabylie (Kabyle: Ilmezyen n addal n Leqbayel) cunoscut ca JS Kabylie și JSK (ⵊⵙⴽ în Tifinagh), este un club de  fotbal din Tizi Ouzou, Algeria. A mai purtat numele de  JS Kawkabi (1974-77) și JE Tizi-Ouzou (1977-89).  Stadionul pe care își joacă Stade 1er Novembre.

## Palmares

### Național
- Championnat National Algeria: 14

1973, 1974, 1977, 1980, 1982, 1983, 1985, 1986, 1989, 1990, 1995, 2004, 2006, 2008
- Cupa Algeriei: 5

1977, 1986, 1992, 1994, 2011
Finalistă: 1979, 1991, 1999, 2004
- Cupa Liga: 1

2021
- Supercupa Algeriei: 1
  - Câștigător :1992
  - Finalistă: 1994, 1995, 2006

### Internațional
- Supercupa CAF: 1

1982

Finalistă: 1995
- Liga Campionilor CAF: 2

1981, 1990
- Cupa Cupelor Africii: 1

1995
- Cupa CAF: 3

2000, 2001, 2002

## Performanțe în competițiile CAF
- Liga Campionilor CAF: 5 apariții

2005 - prima rundă
2006 - faza grupelor
2007 - faza grupelor
2008 - a III-a rundă
2009 - prima rundă
- Cupa Campionilor Africii: 9 apariții

1978: sferturi
1981: Campion
1982: prima rundă
1983: a II-a rundă
1984: Semi-Final
1986: a II-a rundă
1990: Campion
1991: a II-a rundă
1996: Semi-Final
- CAF Cup: 4 apariții

2000 - Campion
2001 - Campion
2002 - Campion
2003 - Quarter-Final
- CAF Cup Winners' Cup: 2 apariții

1993 - sferturile de finală
1995 - Campion

## Jucători notabili
| Algeria - Salem Amri - Mokrane Baileche - Mehdi Cerbah - Rachid Dali - Driss El Kolli - Ali Fergani - Lounès Gaouaoui - Mahieddine Meftah - Djamel Menad - Slimane Raho - Moussa Saïb - Hakim Meddane - Hamid Berguiga - Nasser Bouiche - Noureddine Driouèche - Karim Doudène - Tarek Hadj-Adlène | Benin - Wassiou Oladipupo Congo - Wilfried Endzanga Libia - Omar Daoud Mali - Cheick Oumar Dabo - Demba Barry |